# Петропавловский уезд (Камчатская область)
Петропавловский уезд (округ) — административно-территориальная единица Российской империи и РСФСР с центром в Петропавловском порту, существовавшая в 1856—1926 годах.
Петропавловский округ был образован в 1856 году в составе новообразованной Приморской области путём преобразования части территории бывшей Камчатской области Иркутской губернии.
По данным переписи 1897 года в округе проживало 8365 человек, в том числе ительмены — 47,5 %, русские — 31,0 %, коряки — 15,8 %, эвены— 5,3 %.
17 июня 1909 года Петропавловский уезд вошёл в состав Камчатской области. 10 ноября 1922 года Камчатская область была преобразована в Камчатскую губернию.
К началу 1926 года Петропавловский уезд включал город Петропавловск-Камчатский, 8 волостей (Большерецкая, Дранскинская, Елизовская, Мильковская, Соболевская, Тигильская, Усть-Камчаьская, Хайрюзовская), 85 сельсоветов и 86 селений.
4 января 1926 года при ликвидации Камчатской губернии Петропавловский уезд был упразднён, а его территория вошла в состав Камчатского округа Дальневосточного края.